# 埃米·科斯特洛
埃米·科斯特洛（英語：Amy Costello，1998年1月14日—），英国女子曲棍球运动员。她曾入选2020年夏季奥林匹克运动会英国女子曲棍球队名单，但并未上场参赛。她也曾参加2018年和2022年英联邦运动会。